# Vit tigerspinnare
Vit tigerspinnare (Spilosoma urticae) är en fjärilsart som beskrevs av Eugen Johann Christoph Esper 1789. Vit tigerspinnare ingår i släktet Spilosoma och familjen björnspinnare. Enligt den finländska rödlistan är arten nära hotad i Finland. Arten är reproducerande i Sverige. Artens livsmiljö är fuktiga gräsmarker, dikesrenar, strandängar vid sötvatten. Inga underarter finns listade i Catalogue of Life.

## Bildgalleri

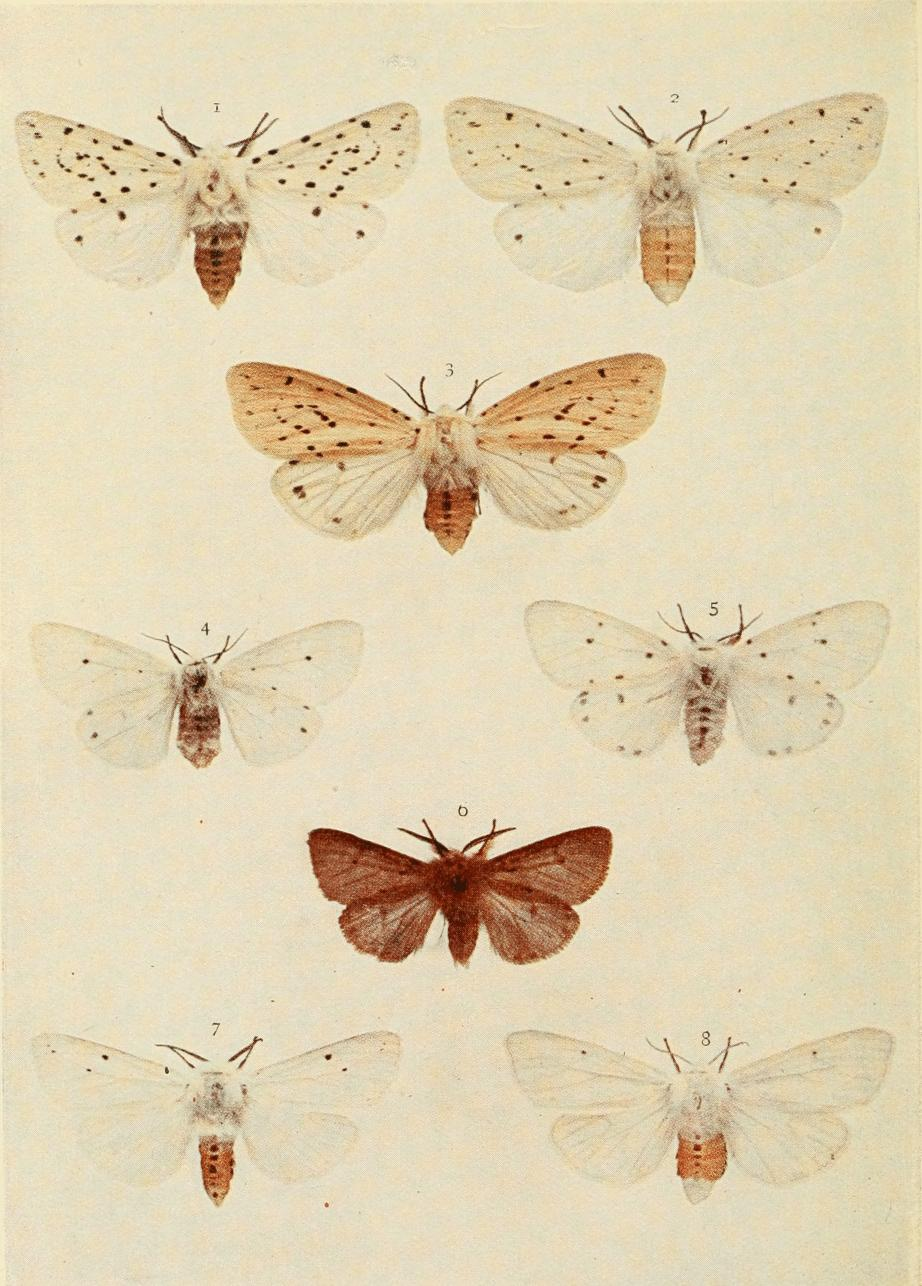
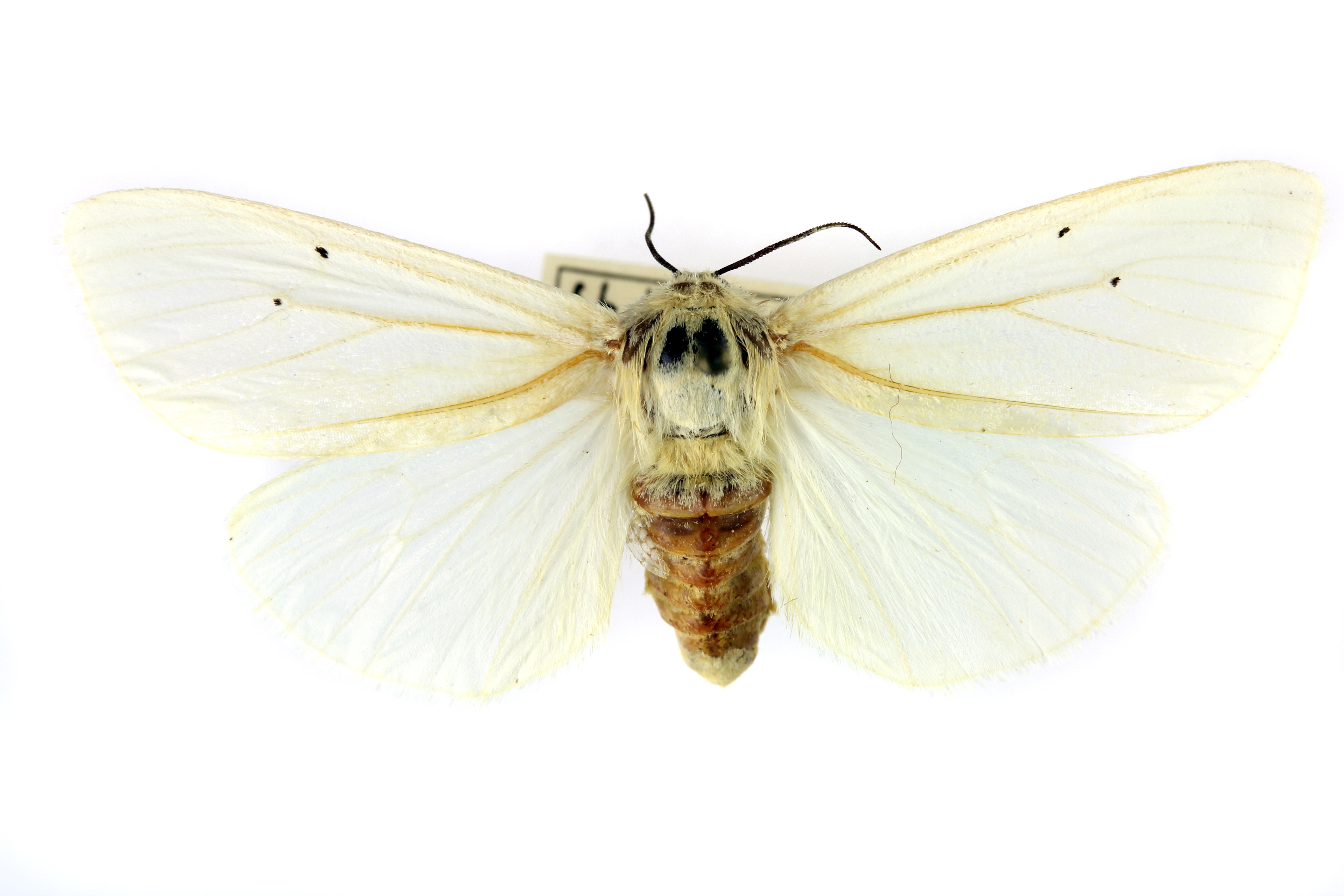
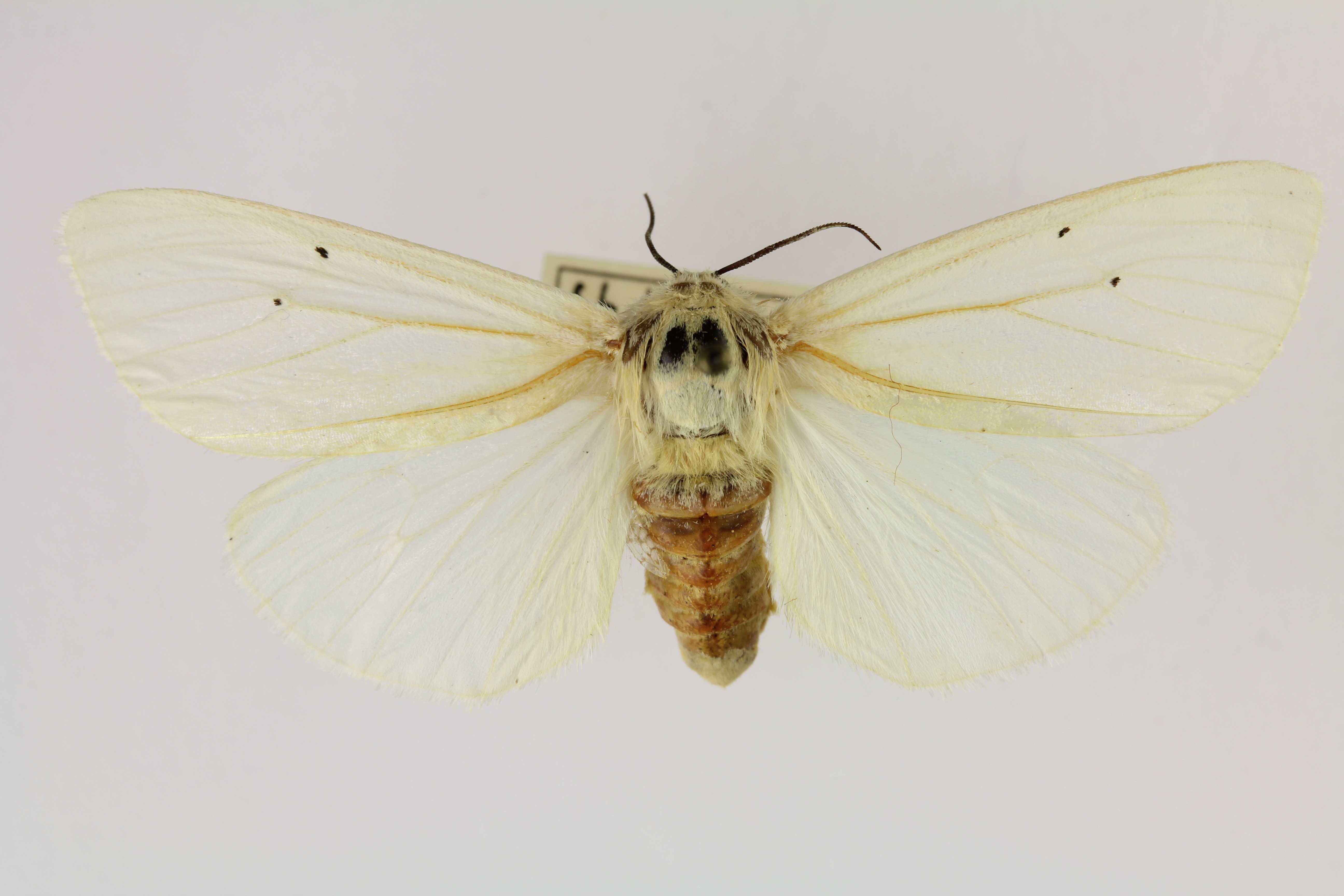
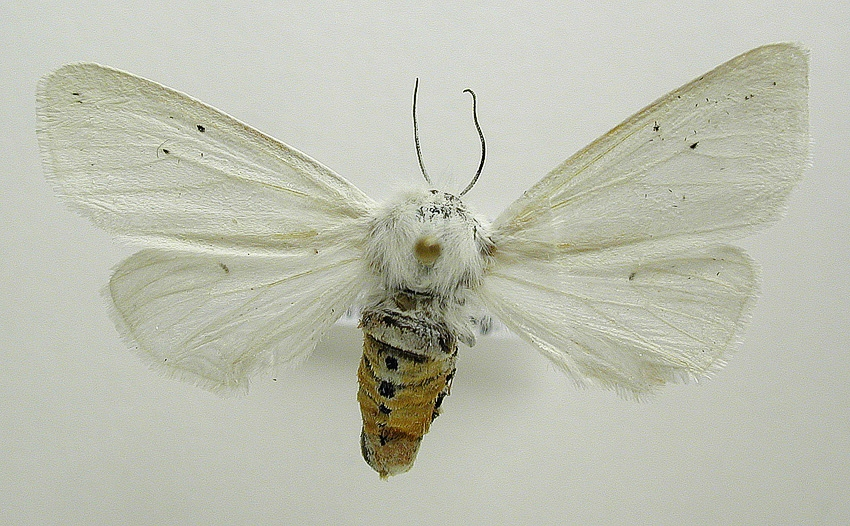